# 勝光寺 (河内長野市)
勝光寺（しょうこうじ）は、大阪府河内長野市にある仏教寺院。山号は松尾山。別称：勝負宰不動尊
本尊は「勝負宰不動尊」で、右手に剣、左手に青年を抱いた物凄い形相をしている。
滝行のできる寺、ささゆりの寺として知られる。
開基は井本凡勝（いもとぼんしょう）で、1960年に開山。

## 所在地・アクセス
大阪府河内長野市日野1379
- 南海高野線三日市町駅より南海バス「南花台４丁目」行き、または「南ヶ丘・大矢船西町」行きのいずれかに乗り、南花台４丁目バス停下車、徒歩約5分。
- 駐車場あり（約20台駐車可）